# Otis Blackwell
Pour les articles homonymes, voir Blackwell.
Otis Blackwell (16 février 1931 à New York - 6 mai 2002 à Nashville)
est un pianiste, chanteur et auteur-compositeur de rhythm and blues et de rock 'n' roll américain. Auteur de chansons telles que Fever, Great Balls of Fire ou Don't Be Cruel, il est le seul artiste afro-américain à avoir collaboré avec Elvis Presley.

## Biographie
Blackwell grandit à Brooklyn où il apprend le piano, et écoute à la radio beaucoup de rhythm & blues et de musique country. Il remporte un concours de chant à l'Apollo Theater d'Harlem, temple du R&B. Encouragé par Doc Pomus, il enregistre quelques titres, dont Daddy Rolling Stone en 1953, qui sera repris plus tard par les Who. En 1956, sous le pseudonyme de John Davenport, il écrit Fever avec Eddie Cooley pour le chanteur Little Willie John qui vend plus d'un million de disques. Reprise deux ans plus tard par Peggy Lee, cette chanson deviendra un classique.
Le 2 juillet 1956, Elvis Presley enregistre sa chanson Don't Be Cruel. Ce morceau se classe pendant sept semaines en tête des meilleures ventes de disques américaines. C'est le début d'une longue et fructueuse collaboration. Blackwell lui écrit une série de tubes, dont All Shook Up (coécrite avec Presley), et Return To Sender. Il travaille également pour Jerry Lee Lewis, Dee Clark, Ben E. King, Ray Charles, Jimmy Jones, Pat Boone, Solomon Burke, Cliff Richard, etc. Ses compositions ont la particularité de combiner habilement les influences country et rhythm & blues. Il ne se contente pas d'écrire et de composer les textes et les musiques, il enregistre aussi toutes ses chansons sous la forme de démos où il chante et s'accompagne au piano et livre un produit fini à ses « clients ». La légende veut d'ailleurs que lui et Elvis ne se soient jamais rencontrés,.
Dans le courant des années 1960, Blackwell est délaissé au profit de la jeune génération. Il cesse d'écrire pour les autres et reprend sa carrière d'interprète, sans grand succès. Il sort en 1978 un album avec ses plus grand tubes, These Are My Songs !, chez Atlantic Records. Il exerce aussi en tant que producteur  pour des artistes aussi divers que Connie Francis, Mahalia Jackson et Sal Mineo.
Fortement diminué après un accident vasculaire cérébral en 1991, il décède en 2002, à 71 ans, d'une crise cardiaque. Malgré le rôle considérable qu'il a joué dans l'histoire du rock n' roll, Otis Blackwell reste pendant longtemps l'éternel oublié de toutes les récompenses dans ce domaine. Il figure tout de même au Songwriters Hall of Fame et reçoit un Pioneer Award de la Rhythm & Blues Foundation en 1998. Finalement, il est intronisé au Rock and Roll Hall of Fame en 2010.

## Chansons célèbres
(année, titre, interprète original, meilleur classement, reprises)
- 1953 : Daddy Rollin' Stone - Otis Blackwell (Derek Martin, Phil Alvin, The Who)
- 1956 : You're The Apple Of My Eyes - The Four Lovers
- 1956 : Fever - Little Willie John (Peggy Lee, Elvis Presley, Nina Simone, Ray Charles, Tina Turner, Madonna...)
- 1956 : Don't Be Cruel (Otis Blackwell-Elvis Presley) - Elvis Presley, n°1 (Billy Swan, Cheap Trick, Neil Diamond)
- 1957 : All Shook Up (Otis Blackwell-Elvis Presley)- Elvis Presley, n°1, double disque d'or
- 1957 : Paralysed (Otis Blackwell-Elvis Presley) - Elvis Presley, n°8 en Grande-Bretagne
- 1958 : Great Balls of Fire (Jack Hammer-Otis Blackwell) - Jerry Lee Lewis, plus d'un million d'exemplaires vendus en une dizaine de jours
- 1958 : Breathless - Jerry Lee Lewis, n°7
- 1959 : Just Keep It Up - Dee Clark, n°18
- 1959 : Hey Little Girl - Dee Clark, n°20 (Chris Spedding)
- 1960 : Handy Man - Jimmy Jones, n°3 en Grande-Bretagne, (Del Shannon, James Taylor)
- 1960 : Nine Times Out Of Ten - Ral Donner (Cliff Richard)
- 1962 : Return to sender (Otis Blackwell- Winfield Scott) - Elvis Presley, n°2, n°1 en Grande-Bretagne
- 1962 : Slowly - Ann-Margret (Noële Noblecourt)
- 1963 : One Broken Heart For Sale (Otis Blackwell- Winfield Scott) - Elvis Presley, n°11